# Кар-мен
„Кар-мен“ е руска поп група, добила най-голяма популярност в началото на 1990-те години.

## История
През 1989 г. Сергей Лемох и Богдан Титомир напускат групата на Дмитрий Маликов и стартират самостоятелен проект. Първоначално се изявяват под името „Екзотик поп дует“, докато през 1990 г. не се преименуват на „Кар-мен“. Първата им телевизионна изява е в каналът „2х2“, където изпълняват няколко песни. Няколко месеца след това участват в предаването „Эстрадный вернисаж“ с клипа към песента „Париж“. Тази песен първоначално е композирана за Владимир Малцев, но по-късно Лемох и Титомир решават да я изпълняват сами. Дуетът прави своя пробив с дебютния си албум „Вокруг света“, печелейки няколко награди като „Шлягер-90“ (1990), „50х50“ (1991), „Звездный дождь“ (1991), „Овация“ (1991). Избрани са за откритие и група на годината в класацията на вестник „Московский консомолец“. Албумът е преиздаден няколко пъти.
През април 1991 г. Богдан Титомир напуска Кар-мен. Лемох презаписва всички вокали и през 1991 г. е издаден втория албум на групата, озаглавен „Кармания“. Той обаче не достига популярността на „Вокруг света“. Кар-мен издават още няколко албума, но не успяват да си възвърнат успеха от годините, когато са дует.
Паралелно Сергей Лемох пише музика за телевизионни предавания и е автор на няколко песни на други поп певци.
Част от песните на групата са в саунтрака на сериала „Физрук“.

## Дискография
- Вокруг света – 1990
- Кармания – 1991
- Русская массированная звуковая агрессия – 1994
- Твоя сексуальная штучка – 1996
- Король диска – 1998
- Нитро – 2008

## Състав
Настоящи членове
- Сергей Лемох – вокал, текстове, аранжировки
- Сергей Колков – танци, беквокал
- Алексей Макаров – танци, беквокал
- Олег Ричков – танци, беквокал

Бивши членове
- Богдан Титомир – вокал, текстове (1989-1991]])
- Марио Франсиско Диас – танци
- Евгений Марченко – танци
- Руслан Таркинский – танци
- Катрин Канаева – танци, беквокал